# Villarmarín
Villarmarín es una localidad española perteneciente al municipio de Balboa, en la provincia de León, comunidad autónoma de Castilla y León.
Es un pequeño conjunto de casas situadas en un montículo junto a la carretera LU-723 que une la capital municipal con Galicia.

## Demografía
Sus últimos datos de población han sido los siguientes:
- 2002: 9 habitantes
- 2005: 9 habitantes
- 2008: 9 habitantes
- 2011: 6 habitantes
- 2014: 4 habitantes
- 2015: 5 habitantes